# 砂糖車

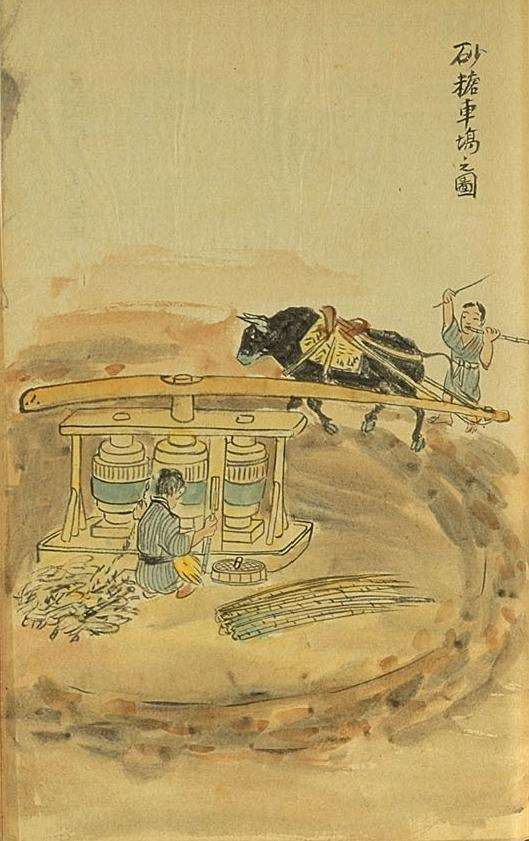
明治時代初期、徳之島の砂糖車操業。サトウキビの挿入作業は単調ながら指が巻き込まれる危険が伴うため、大人の仕事だった。

砂糖車（さとうぐるま）とは、かつて南西日本の製糖地帯で使用されていたサトウキビの圧搾装置である。沖縄方言では「サーターグルマ」、鹿児島県徳之島の方言では「サタグンマ」、讃岐や阿波では「シメグルマ」（搾め車）と呼ぶ。

## 構造
牛や馬など畜力で心棒を回転させ、その運動を歯車で計3連のローラーに伝える。回転するローラーの間にサトウキビの茎を差し込んで圧迫粉砕し、搾り出した汁を煮詰めて砂糖に加工した。

## 改良の歴史
李氏朝鮮の実録・『李朝実録』の1461年の項に、琉球国王・尚泰久の使者が「南蛮酒と間違えて糖蜜を献上した」との逸話がある。この記録から、すでに15世紀より琉球王国においてサトウキビ栽培や製糖が行われていたことが窺える。しかし当時のサトウキビ圧搾法は「2寸の長さに刻んだサトウキビを臼と杵で搗き砕き、布に包んで搾る」という非効率なもので、砂糖は非常に高価なものであった。
やがて琉球王国は薩摩藩の琉球侵攻を受け、薩摩藩に間接支配されることになる。税収の改革を迫られた王府は、自国の産物の一つである砂糖に目を付け、増産を図るべく手を講じた。1623年、王府の田地奉行だった儀間真常は部下を明の福州に派遣し、サトウキビの栽培法と砂糖の精製法を学ばせる。同時期、明で出版された技術書『天工開物』に「砂糖車」とほぼ同一の圧搾装置が紹介されていることから、砂糖車はこの時期に沖縄に導入されたものと考えられる。しかし導入当初の砂糖車のローラーは、2連だった。2連ローラーで圧搾したサトウキビの汁を3つの鍋に分けて煮立て、煮詰るにつれ別の鍋に移すことを繰り返して砂糖に加工する。『天工開物』ではこの製糖法を「二転子三鍋法」と呼ぶ。
1631年には、真喜屋実清が心棒の両側にローラーを備えた3連ローラー式の砂糖車を発明する。一度に2本のサトウキビを挿入できるため、作業量は2倍になった。また、享保年間には奄美大島の田畑左文仁が、水車を利用した砂糖車を発明した。畜力を動力とする砂糖車で抽出できるサトウキビ汁の量は1日2石だが、水力では5石の抽出が可能である。しかしサトウキビの生産地である南西諸島は概して水利に恵まれないため、水力は水の豊富な奄美大島の一部でしか使用されなかった。
一方、寛政年間以降には、新たな製糖地として和三盆を生み出すことになる讃岐国にも砂糖車が伝播している。
1808年、奄美大島の黍横目（きびよこめ・サトウキビの栽培・製糖の指導・管理役）だった柏有渡（かしわゆうと）は木製ローラーの2倍の威力を持つ金属製のローラーを備えた砂糖車を開発した。また、琉球王国においては1869年、森林資源の枯渇を理由として、石製ローラーの使用が奨励されている。しかし加工の困難な石製のローラーや高価な金属製ローラーは、即座には普及しなかった。
明治以降、砂糖生産が工業化するにつれ砂糖車の使用も廃れたが、昭和40年代までは一部で使用され続けていた。本土復帰直前の沖縄を舞台にした映画『ウンタマギルー』では、オート三輪を動力にした砂糖車が登場している。